# Percnia longitermen
Percnia longitermen är en fjärilsart som beskrevs av Louis Beethoven Prout 1914. Percnia longitermen ingår i släktet Percnia och familjen mätare. Inga underarter finns listade i Catalogue of Life.

## Bildgalleri

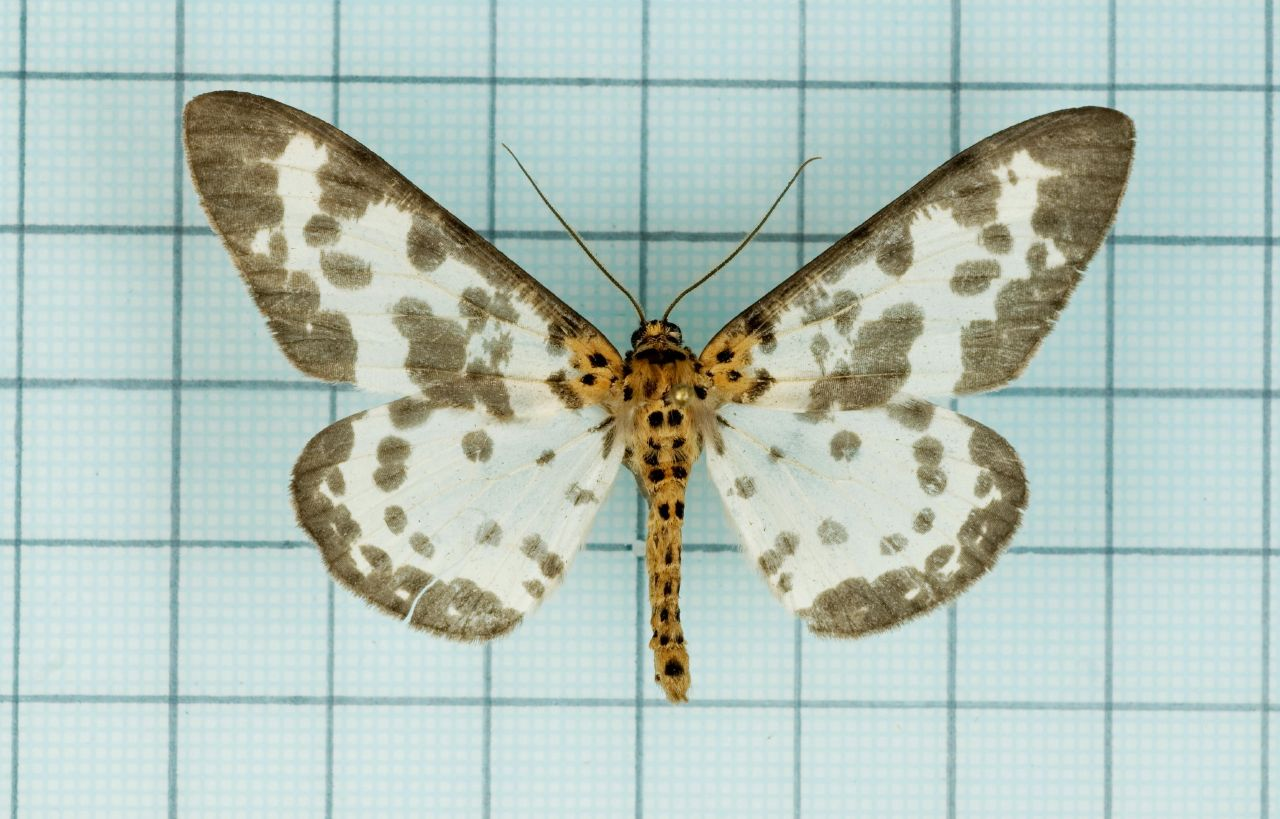